# D-Tox
D-Tox is een Amerikaanse psychologische thriller uit 2002 onder regie van Jim Gillespie, met in de hoofdrol Sylvester Stallone.

## Verhaal
Jack Malloy is een FBI-agent die zijn toevlucht heeft gezocht in drank om de wonden van het verleden te vergeten: een paar maanden eerder vermoordde een psychopathische seriemoordenaar van politieagenten zijn vriendin en enkele van zijn collega's. Om te herstellen besluit hij naar een rehabilitatiekliniek voor politieagenten te gaan, maar het therapeutisch centrum wordt een echte nachtmerrie wanneer, geïsoleerd door sneeuw, dode patiënten in verdachte omstandigheden verschijnen.

## Rolverdeling
- Sylvester Stallone - Agent Jake Malloy
- Charles S. Dutton - Agent Chuck Hendricks
- Polly Walker - Jenny Munroe
- Kris Kristofferson - Dr. John "Doc" Mitchell
- Anthony J. Mifsud - Carl Brandon
- Christopher Fulford - Frank Slater
- Jeffrey Wright - Jaworski
- Tom Berenger - Hank
- Stephen Lang - Jack Bennett
- Alan C. Peterson - Gilbert
- Hrothgar Mathews - Manny
- Angela Alvarado Rosa - Lopez
- Robert Prosky - McKenzie
- Robert Patrick - Peter Noah
- Courtney B. Vance - Willie Jones
- Sean Patrick Flanery - Conner
- Dina Meyer - Mary
- Rance Howard - Geezer
- Tim Henry - Weeks